# On with the Show!
On with the Show! é um filme musical estadunidense de 1929, do gênero comédia, dirigido por Alan Crosland e Larry Ceballos, e estrelado por Betty Compson, Arthur Lake, Sally O'Neil, Joe E. Brown e Louise Fazenda. O filme foi produzido e distribuído pela Warner Bros., e baseado na peça teatral "Shoestring", de Humphrey Pearson.
Filmado em Technicolor, é conhecido como o primeiro longa-metragem totalmente falado e colorido, e o segundo filme colorido lançado pela Warner Bros.; o primeiro foi o musical preto e branco parcialmente colorido "The Desert Song" (1929).

## Sinopse
Com atores e funcionários não remunerados, o espetáculo Phantom Sweetheart está condenado ao fracasso. Para complicar as coisas, as bilheterias foram roubadas e a protagonista se recusa a interpretar seu papel. Jimmy (William Bakewell), o porteiro-chefe, deseja que sua namorada Kitty (Sally O'Neil), a garota da bilheteria, seja notada como protagonista. Nita French (Betty Compson) é a grande estrela temperamental, e Harold Astor (Arthur Lake) é o protagonista sentimental. Sarah Fogarty (Louise Fazenda) é a excêntrica comediante da empresa, e Joe Beaton (Joe E. Brown) é um comediante malvado que constantemente discute com Harold.

## Elenco
- Betty Compson como Nita French
- Arthur Lake como Harold Astor
- Sally O'Neil como Kitty
- Joe E. Brown como Joe Beaton
- Louise Fazenda como Sarah Fogarty
- Ethel Waters como Ela mesma
- William Bakewell como James "Jimmy"
- Marion Fairbanks como Gêmea Dorsey
- Madeline Fairbanks como Gêmea Dorsey
- Sam Hardy como Jerry
- Purnell B. Pratt como Sam Bloom
- Wheeler Oakman como Bob Wallace
- Thomas Jefferson como O Pai
- Lee Moran como Pete, o gerente de palco
- Harry Gribbon como Joe
- Josephine Houston como Noiva de Harold
- Henry Fink como Padre
- Otto Hoffman como Bert
- Harmony Four Quartette como Elas mesmas
- The Four Covans como Eles mesmos
- Angelus Babe como Ele mesmo

## Músicas
- "Welcome Home" (Harry Akst, Grant Clarke, Henry Fink com Coro, The Four Covans)
- "Let Me Have My Dreams" (Harry Akst, Grant Clarke, Josephine Huston, Betty Compson, Sally O'Neil)
- "Am I Blue?" (Harry Akst, Grant Clarke, Ethel Waters, Harmony Four Quartette)
- "Lift the Juleps to Your Two Lips" (Harry Akst, Grant Clarke, Henry Fink, Josephine Huston com Coro, The Four Covans)
- "In the Land of Let's Pretend" (Harry Akst, Grant Clarke, Mildred Carroll com Coro)
- "Don't It Mean a Thing to You?" (Harry Akst, Grant Clarke, Josephine Huston, Marion e Madeline Fairbanks)
- "Birmingham Bertha" (Harry Akst, Grant Clarke, Ethel Waters, Angelus Babe)
- "Wedding Day" (Harry Akst, Clarke Clarke, Henry Fink, Arthur Lake, Josephine Huston com Coro)
- "Bridal Chorus" (não-creditada), de "Lohengrin" – (Richard Wagner, tocada no final)

## Produção
A Warner Bros. promoveu "On with the Show!" como estando em sua "cor natural". Os pioneiros sonoros foram os primeiros a introduzir a fala completa combinada com a colorização. Os anúncios proclamavam: "Agora a cor vai para as telas". Para a Warner, este seria o primeiro de uma série de filmes em cores.
O filme gerou muito interesse em Hollywood praticamente da noite para o dia, e a maioria dos outros grandes estúdios começaram a filmar com o mesmo processo. O filme seria encoberto pelo sucesso maior do segundo filme em Technicolor, "Gold Diggers of Broadway". ("Song of the West" foi gravado primeiro, mas teve seu lançamento atrasado até março de 1930).

## Recepção
As revisões do filme foram mistas. Mordaunt Hall, em sua crítica para o The New York Times, escreveu que o filme "deveria ser parabenizado pela beleza de seus tons pastéis, que foram obtidos pelo processo Technicolor, mas poucos elogios podem ser atribuídos à sua história ou às suas vozes estridentes ... Teria sido melhor se o filme não tivesse história e nenhum som, pois é como se fosse uma pessoa desajeitada vestida elegantemente na Quinta Avenida". A revista Variety informou que o filme estava "muito longo em execução", mas, no entanto, era "impressionante, tanto como entretenimento quanto como filme sonoro". O Film Daily o chamou de "entretenimento fino e uma mistura muito hábil de comédia e números de comédia musical". O New York Herald Tribune declarou que foi "a melhor coisa que os filmes fizeram", no sentido de transferir apresentações musicais da Broadway para a tela e, "mesmo que a história seja ruim e o filme inteiro consideravelmente precise de cortes, é um pedaço admirável e frequentemente bonito da exploração cinematográfica". John Mosher, do The New Yorker, escreveu que o filme era "completamente indistinto por sagacidade, charme ou novidade, exceto que é feito em cores. Possivelmente, no milênio, todos os filmes serão coloridos. Nestes primeiros dias da arte, no entanto, não se pode dizer muito sobre isso, exceto que não é realmente angustiante".
O filme é reconhecido pelo Instituto Americano de Cinema na seguinte lista:
- 2004: 100 Anos... 100 Canções:
  - "Am I Blue?" – Indicada[14]

### Bilheteria
De acordo com os registros da Warner Bros., o filme foi um sucesso de bilheteria, arrecadando US$ 1.741.000 nacionalmente e US$ 674.000 no exterior, totalizando mais de US$ 2 milhões mundialmente.

## Preservação
A impressão original colorida de "On with the Show!" agora é considerada perdida, e apenas impressões em preto e branco sobrevivem. Um fragmento de uma impressão original colorida com duração de cerca de 20 segundos foi encontrado em 2005; outros fragmentos com as cores originais também foram descobertos em 2014. Uma cópia da versão em preto e branco está armazenada na Biblioteca do Congresso dos Estados Unidos.

## Mídia doméstica
Em dezembro de 2009, "On with the Show!" (em preto e branco) foi disponibilizado em DVD, fabricado sob demanda pela Warner Archive Collection.